# Gerasimo di Gerusalemme
Gerasimo (in greco Γεράσιμος; al secolo Costantinos D. Protopapas; Voreia Kynouria, 1839 – Gerusalemme, 21 febbraio 1897) è stato patriarca di Antiochia e patriarca di Gerusalemme nel XIX secolo.

## Biografia

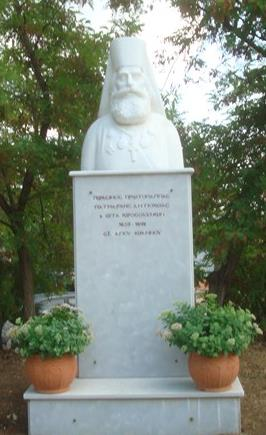
Busto del patriarca Gerasimo I ad Agios Ioannis.

Gerasimo nacque nel 1839 nel villaggio di San Giovanni d'Arcadia (Voreia Kynouria) come Constantinos Demetriou Protopapas. Nel 1862, all'età di 13 anni, arrivò a Gerusalemme, presso suo zio, il vescovo Gerasimos Protopapas. Nel 1872, divenne monaco, prendendo il nome di Gerasimo in onore dello zio. Nel 1877 fu ordinato vescovo di  Filadelfia; nel 1881 fu promosso a vescovo di Scitopoli (Skythoupoleos) e nel 1885 fu eletto Patriarca di Antiochia. Nel 1891, in seguito alle dimissioni di Nicodemo, divenne Patriarca di Gerusalemme. 
Gerasimo rifornì le chiese di Kynouria con strumenti sacri, paramenti, candele, epitaffi, bibbie e altro, aiutò anche suo fratello, le sue nipoti e altri compatrioti a studiare. 
Morì il 21 febbraio 1897 (9 febbraio secondo il calendario giuliano), all'età di 58 anni. Secondo la tradizione, prima di morire, chiese di essere sepolto nella sua terra natale, Agios Ioannis.